# Ololygon cardosoi
Ololygon cardosoi é uma espécie de anfíbio da família Hylidae. Endêmica do Brasil, onde pode ser encontrada apenas nos estados de Minas Gerais, Rio de Janeiro e Espírito Santo.